# Álvaro do Nascimento
Álvaro do Nascimento M. dos Reis, Kampfname Sesurai, ist ein Politiker aus Osttimor. Er ist Mitglied der Partido Democrático (PD) und Präsident der Partei in der Gemeinde Cova Lima (Stand: Juli 2011).
Während der UN-Verwaltung Osttimors wurde Nascimento am 31. Juli 2000 Mitglied des Beraterrats in Cova Lima. Im Februar 2001 erhielt er zusammen mit Adriano do Nascimento ein Training in Führung und lokaler Administration in Suais australischer Partnerstadt Port Phillip.
2009 rückte Álvaro do Nascimento für den am 17. Juli verstorbenen Gabriel Ximenes als Abgeordneter in das Nationalparlament Osttimors nach. Hier war er Mitglied in der Kommission für Außenangelegenheiten, Verteidigung und Nationale Sicherheit (Kommission B).
Allerdings schied Nascimento bereits wieder im November 2010 aus dem Parlament aus.
Für seinen Kampf gegen die indonesische Besatzung erhielt Nascimento den Orden Nicolau Lobato.